# Confort
Pour les articles homonymes, voir confort (homonymie).
Le confort désigne de manière générale les situations où les gestes et les positions du corps humain sont ressentis comme agréable (état de bien-être) ou excluant le non-agréable ; où et quand le corps humain n'a pas d'effort à faire pour se sentir bien. 
Le confort est un sentiment de bien-être qui a une triple origine (physique, fonctionnelle et psychique).
C'est un des composants de la qualité de vie, de la santé et donc de l'accès au développement humain. Il intéresse les économistes, les employeurs et l'organisation du travail car il influe aussi sur la productivité des groupes et des individus . 
L'accès au « confort moderne » est un élément de bien-être, mais aussi de standing et d'ascension sociale, voire de luxe. Le confort est donc aussi un argument publicitaire très utilisé pour la vente ou location de certains bien et services (transport, restauration, hôtellerie, électroménager, literies, etc.).
Par extension, le confort désigne aussi une situation de sécurité matérielle.

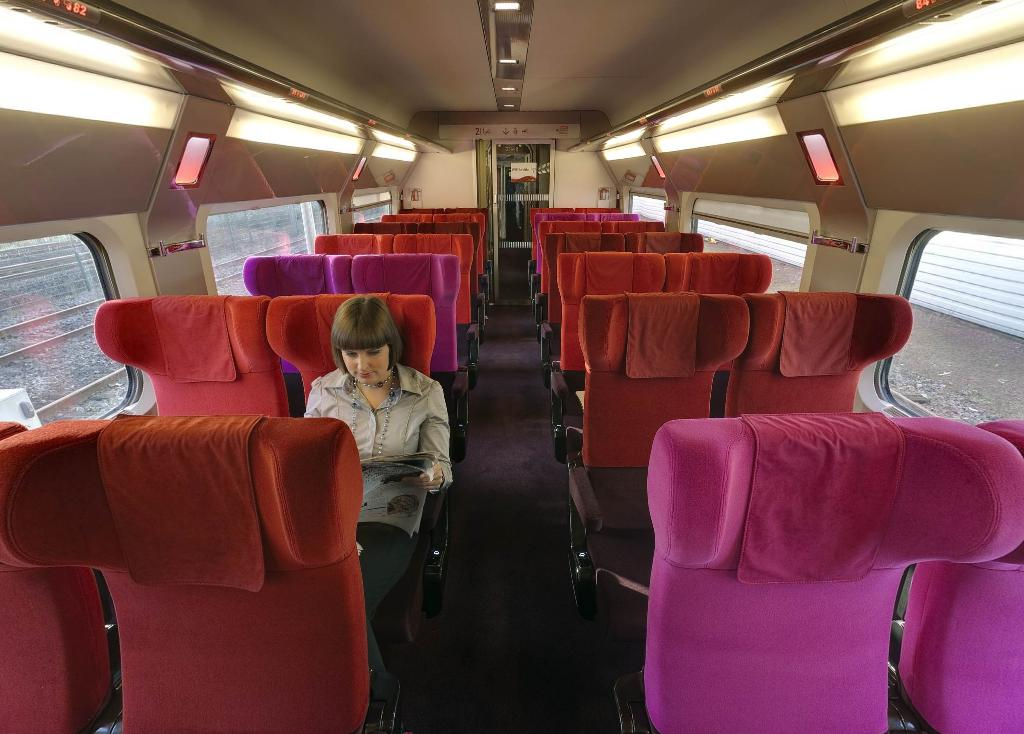
Dans les véhicules et les transports collectifs (ici train Thalys) la qualité des sièges et l'espace disponible par personne sont des éléments de confort, qui varient selon que le voyageur est en 1ère ou en classe

## Enjeux

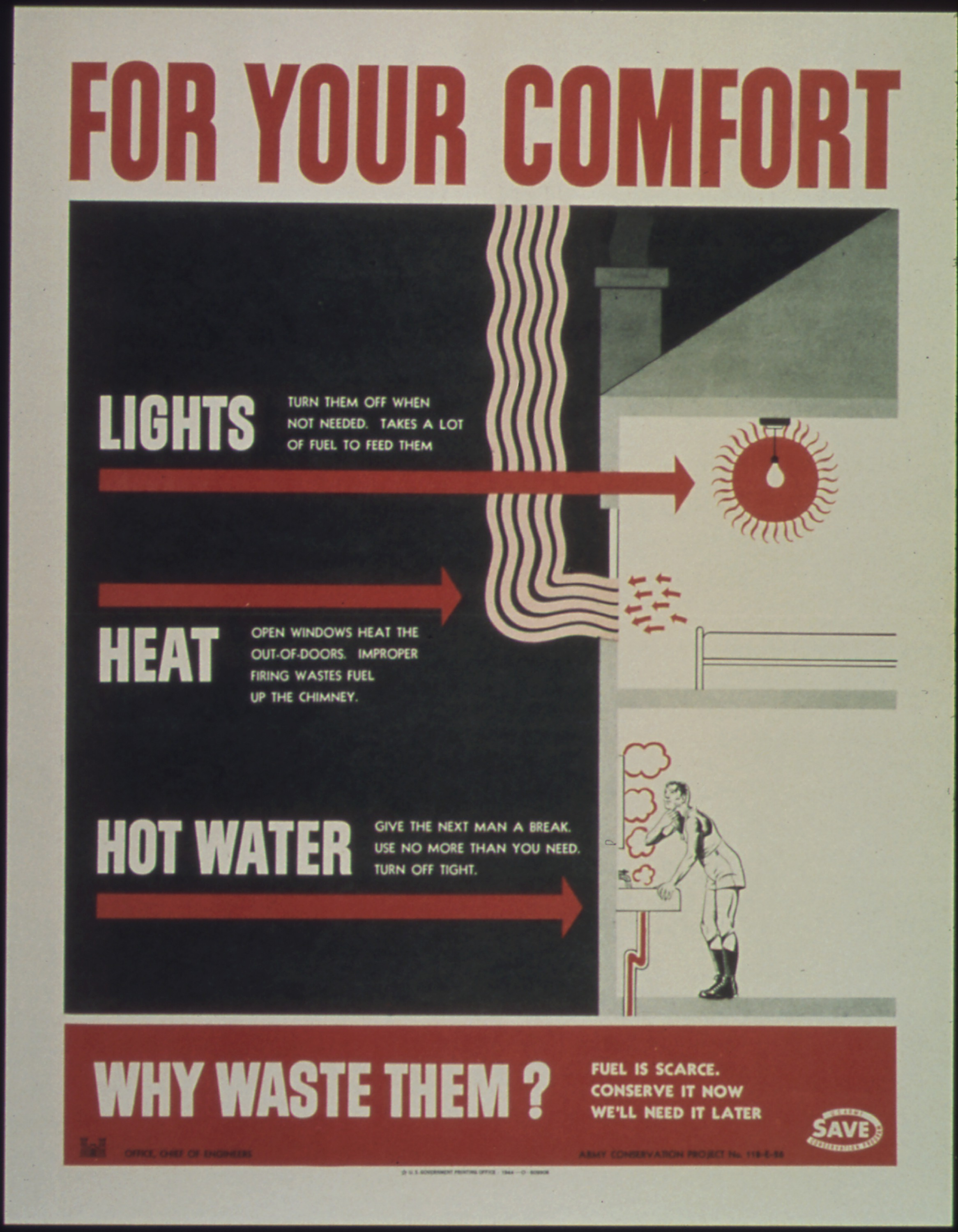
Affiche sensibilisant au fait que le confort peut être conservé, tout ne gaspillant pas l'énergie et l'eau, ici en temps de guerre (Office of War Information, 1941-1945)

Un minimum de confort est reconnu comme un enjeu important de santé publique, de bien-être et de santé au travail et de qualité de vie, notamment durant la grossesse, aux premiers âges et derniers âges de la vie. 
Le confort au travail est reconnu comme un facteur important de productivité et de plaisir au travail, mais de nombreux travailleurs se plaignent d'un environnement mal conçu du point de vue du confort thermique, lumineux et/ou acoustique .

## Notion relative et dynamique

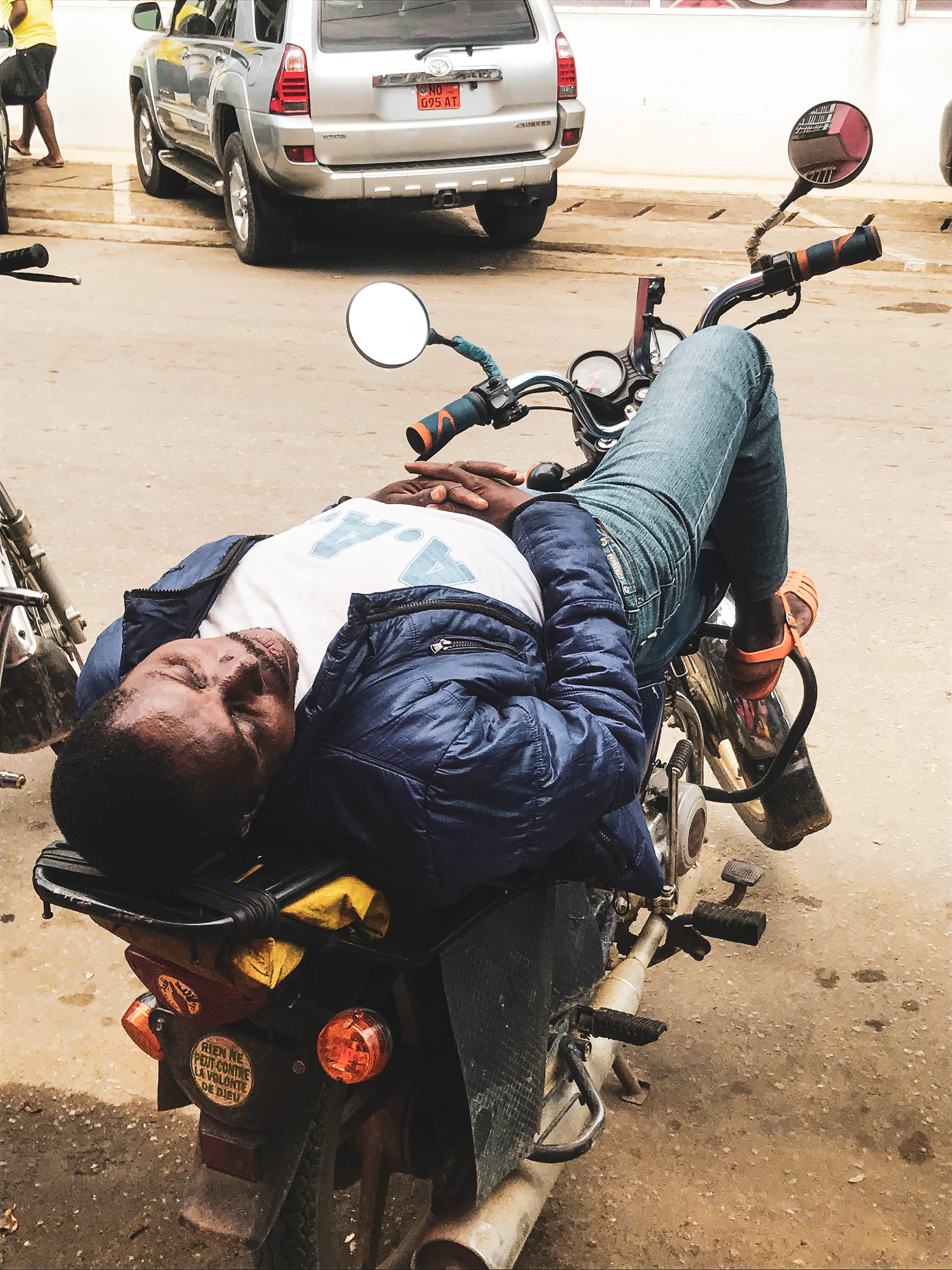
La position est inconfortable, mais elle préserve du vol.

Plus de confort, moins de travail ; le charbon est rare, ne le gaspillez pas. Cette affiche invite au civisme ceux qui se chauffaient au charbon. Limiter le confort thermique au strict nécessaire permet de réserver plus de charbon pour l'économie industrielle ; Office of War Information, 1941-1945

Une échelle théorique de confort semble pouvoir être définie au regard d'élément vitaux (oxygène nécessaire pour respirer, lumière nécessaire à la production de vitamine D...) et au regard d'une composante psychologique importante, mais plus difficile à mesurer, qui sont par exemple l'espace vital et de confort (de l'individu ou de sous groupes (fratrie, mère-enfant, équipe...) et le respect de l'intimité, ainsi que la qualité esthétique de l'environnement. 
Pour chacun de nos sens perceptifs sensible au confort, il existe une « zone de confort », entre le pas assez, et le trop (de bruit, de lumière, d'air, d'espace, d'humidité, de chaleur/fraicheur, etc.). Cette zone peut être ressentie comme plus ou moins étendue selon la personne, son âge et le contexte et la durée d'exposition à l'environnement (public, privé, de travail, véhicule...) en question.
L'appréciation d'un niveau de confort doit donc être appréciée de manière holistique et selon le contexte temporel (les standards du confort évoluent dans le temps ; ce qui est considéré comme un luxe aujourd'hui peut devenir le confort de base de demain).
La domotique peut ou pourra adapter un environnement aux besoins de ses occupants, mais les besoins de chacun ou du groupe pouvant varier dans le temps, la capacité de rétroagir sur l'environnement intérieur, de manière autonome, fait encore partie du confort (ex : pouvoir ouvrir une porte ou une fenêtre pour bénéficier d'un air plus frais en cas d'activité physique plus intense, pouvoir éteindre ou moduler l'éclairage, etc.).

## Confort matériel
Il concerne les aspects physiques et matériels du confort. 
Avec le développement de l'ère industrielle et le développement d'une société de consommation initialement basée sur la multiplication d'objets manufacturés et de biens et services matériels relativement standardisés, le confort matériel est devenu au XIXe et surtout au XXe siècle une valeur emblématique de la modernité. 
Le paradigme du « confort moderne » est devenu un mode privilégié de représentation et de légitimation du progrès, qu'il s'agisse du progrès industriel, sanitaire, technique et social, ou du développement d'une partie de la finance (systèmes spécifiques de prêts, plans d'épargne, achat en leasing, etc). 
Ainsi présenté comme une condition du progrès et du développement social et sanitaire (via la conquête d'avantages matériels), par les aménageurs et promoteur immobilier notamment, le confort a même été parfois imposé et a justifié le renouvellement urbain et parfois des déplacements forcés de population, en Chine par exemple,. 
Il est parfois mis ou remis en question au travers de la quête de valeurs et de sens .
Le degré de confort est évalué par rapport à des indicateurs faisant référence à des enjeux et des intérêts divers et complexes, qui en font un « phénomène social ». 
Un élément de confort matériel peut être individuel (ex : une machine à laver ou un chauffage par foyer) ou partagé (une laverie/buanderie et une chaufferie collective pour l'immeuble, voire pour le quartier). Dans le second cas chacun peut bénéficier d'un matériel plus performant et solide et les soucis d'entretien et de renouvellement sont mutualisés ou externalisés (économie de service).

## Confort fonctionnel
Il intervient dans les contextes où une tâche (physique ou intellectuelle, domestique ou professionnelle) sont à exécuter par une personne ou un groupe. 
À ne pas confondre avec le design qui y ajoute une composante esthétique, le « confort fonctionnel » est le domaine du confort qui relève de l'ergonomie et qui vise à faciliter le travail des employés dans leurs tâches. Avec une forte dimension utilitaire, il vise plus une efficacité au travail ou dans une tache ménagère que le confort du corps ou la satisfaction personnelle.
Le concept de confort fonctionnel est invoqué dans un grand nombre de domaine et de secteurs de la production industrielle et de l'économie ; de la conception des mobiliers, au domaine du logement (qualités énergétiques, facilité d'utilisation de l'eau, toilettes, appareils ménagers, etc.), pour l'INSEE les éléments essentiels de confort d'un logement sont notamment l'eau chaude, des W.C. intérieurs et une salle d'eau) en passant par le secteur du vêtement (ex : vêtements professionnels ou vêtements et accessoires de sportifs ou destinés aux pratiquants de certains loisirs...).
Parmi les critères du confort fonctionnel, figurent la qualité et l'utilité des objets utiles de l'environnement proche ou des moyens de transport, mais aussi des éléments de volume et de surface (surface et volume de logements, de jardin, d'espace verts proches, etc.). Les critères sont donc qualitatifs et quantitatifs. Des éléments d'efficacité et d'efficience énergétiques peuvent aussi être pris en compte.

## Confort psychologique
C'est l'autre dimension du sentiment de confort, qui n'est pas indépendante de la première, mais répond aussi à des critères propres. 
La psychométrie cherche ainsi à évaluer, qualifier et mesurer le « confort décisionnel ». Le confort décisionnel existe ou non (on parle alors d'inconfort décisionnel) chez les personnes ou groupes qui doivent par exemple enseigner, apprendre ou prendre une décision difficile (par exemple dans le domaine social, militaire, de la politique médicale...). Le confort décisionnel semble facilité par les processus de décision partagée.

## Exemples
Il peut s'agir de :

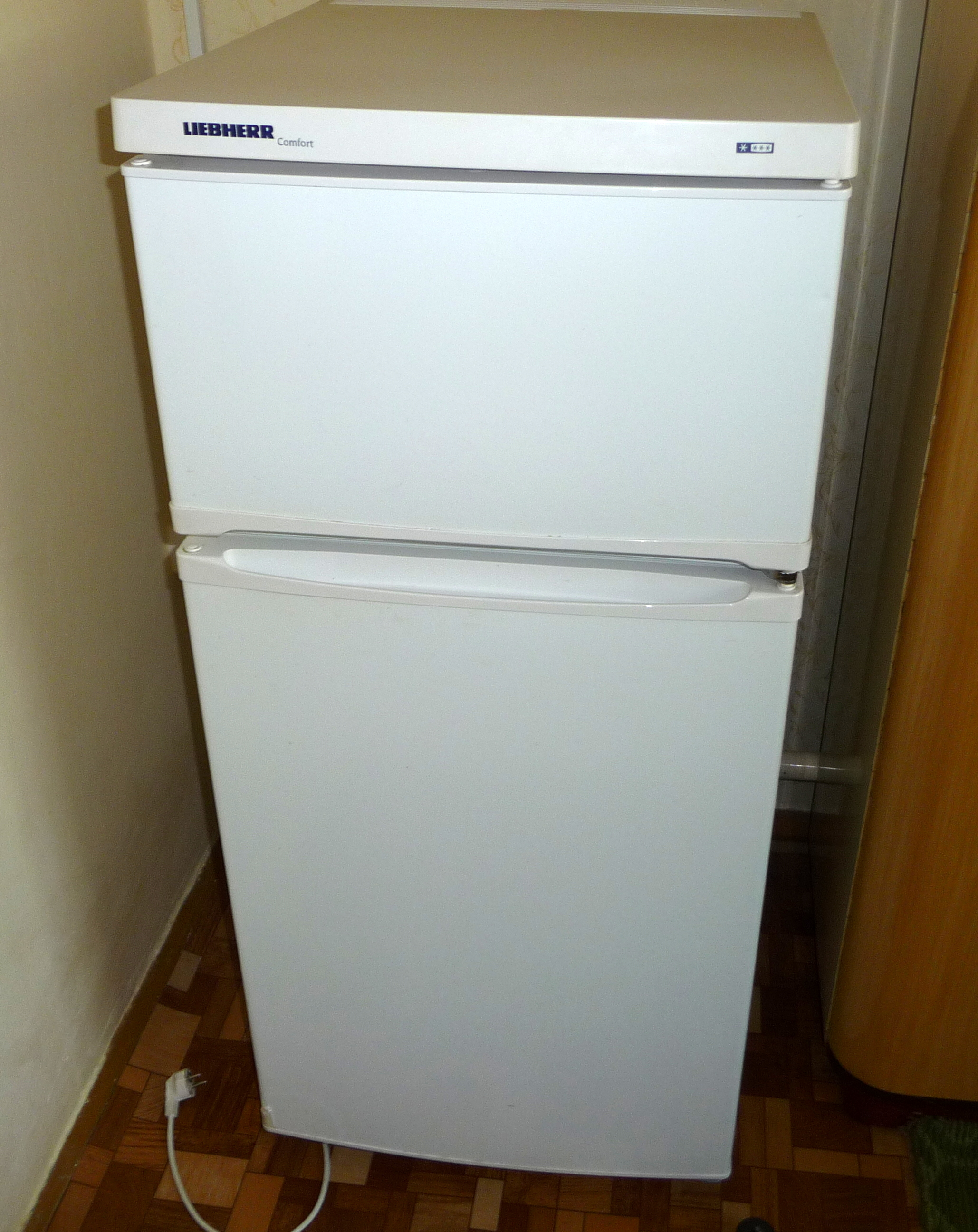
Réfrigérateur dont le nom de marque et de produit comprend le mot confort, qui peut être compris dans de nombreuses langues latines et anglosaxones. Le réfrigérateur fait désormais partie des éléments importants de confort matériel d'un logement. La notion de confort est un des arguments de vente invoqués par la publicité et différentes formes de marketing

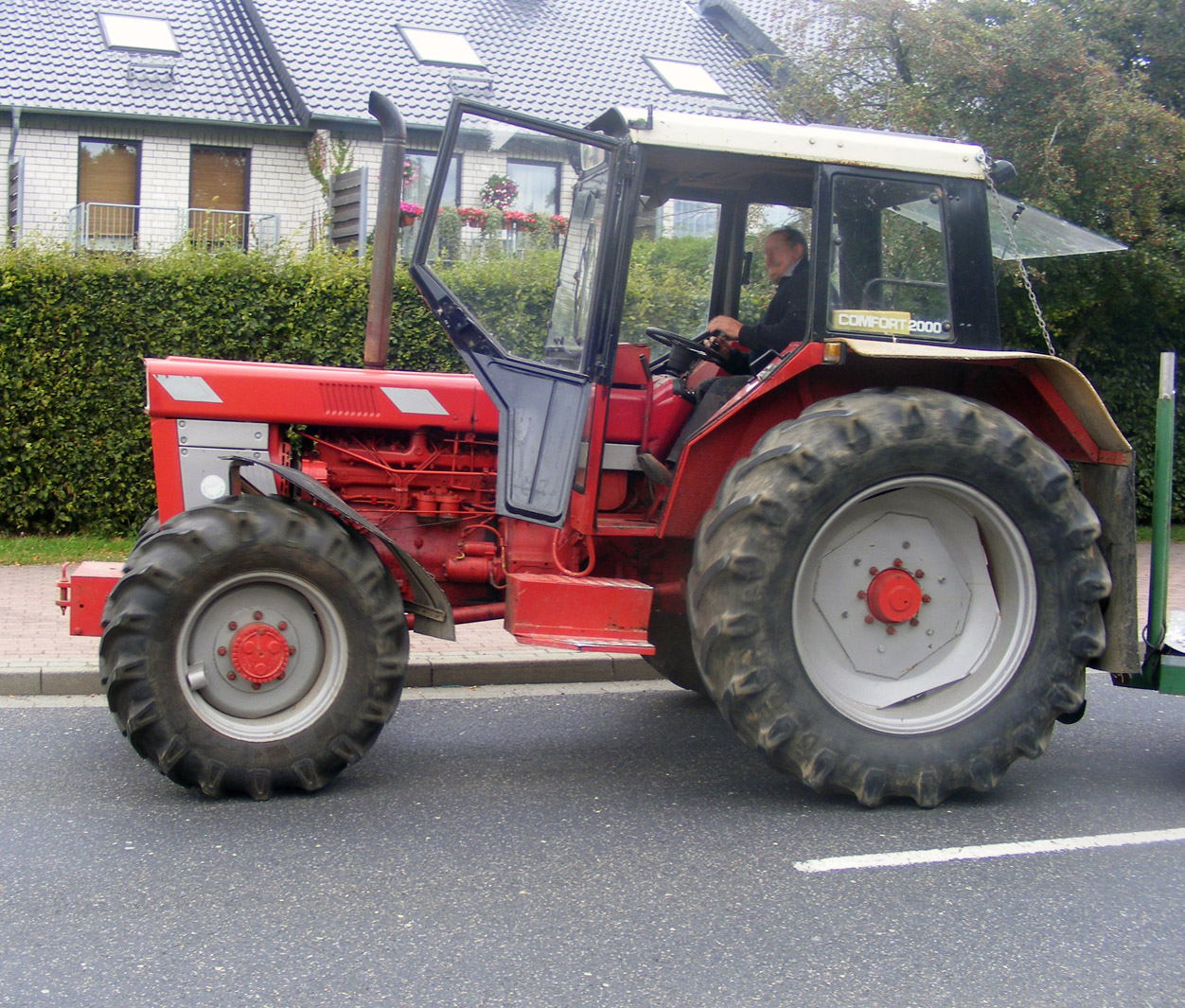
Des véhicules utilitaires tels que le tracteur agricole sont également dotés d'éléments de confort, radio, air conditionné et filtré, sièges réglables et plus confortables, pilotage assisté

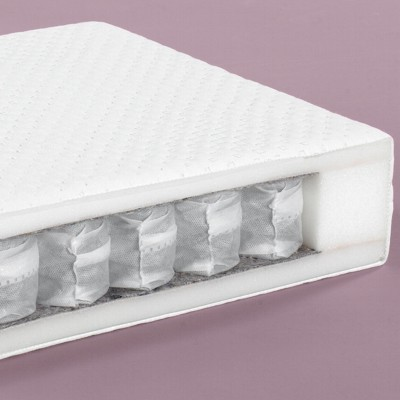
Éléments de literie destinés à améliorer le confort durant le sommeil

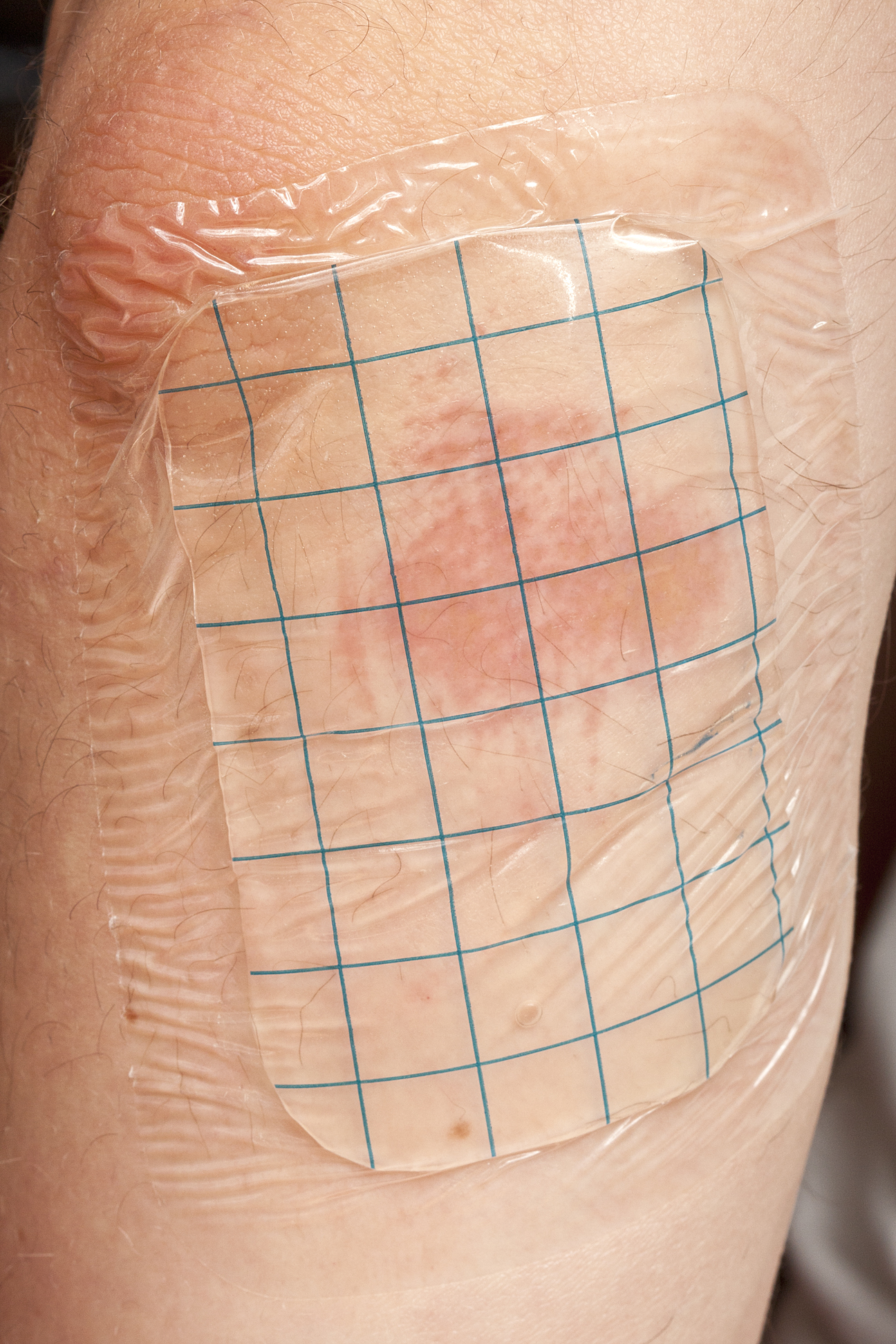
La recherche en ergonomie vise aussi à améliorer certains dispositifs médicaux (ici un pansement) pour améliorer le confort des soins et du patient

- « Confort thermique ». Il est lié d'une part à la qualité de l'isolation thermique et de l'inertie thermique du logement, et d'autre part au taux d'humidité ambiant (confort hygrothermique)[17]. Il n'existe pas de lien direct entre confort thermique et facture énergétique qui varie selon le contexte climatique et selon la qualité de l'environnement bâti (logement, bureau, atelier, conçu pour bénéficier ou non d'un chauffage et d'une climatisation plus ou moins bioclimatique, active ou passive (alors gratuite)[18]. Dans le cas des maisons passives, le coût du confort thermique est intégralement intégré dans l'investissement initial ; il existe maintenant des réglementations thermiques visant à assurer un minimum de service en termes de chauffage, mais aussi à diminuer l'empreinte écologique et énergétique du chauffage individuel ou collectif ;
- « confort au travail »[19], qui est une réponse aux méfaits du taylorisme et qui relève notamment de l'aménagement intérieur (éclairage, bruit, ventilation, confort thermohygrométrique, absence de contacts avec produits irritants, allergènes ou toxiques, etc.), de l'ergonomie (du poste de travail (système Homme-machine, Interactions homme-machine, outils réglables et/ou mieux adaptés à leur utilisation et utilisateurs, cheminements mieux conçus dans les bureaux, l'usine, les entrepôts, etc. ;
La notion de confort au travail relève plus largement de la psychologie industrielle et de la psychologie environnementale[20]. Pour l'employeur, il vise généralement aussi à limiter l'absentéisme, la fatigue de l'employé et le recours curatif à la médecine du travail, mais aussi à augmenter la productivité[2],[21] ;
- « confort spatial » ;
- « privacité » (espace d'intimité suffisant) ;
- « qualité de l'air intérieur » ;
- « Confort visuel » (éclairage à la fois suffisant et non éblouissant, éventuellement asservi à des détecteurs de présence et de luminosité, champ de vision non encombré, etc.) ;
- « Confort acoustique relativement aux bruits produit par soi-même, par d'autres, par des machines, appareils ou véhicules, ou par l'environnement externe (ville, route, bruits du bâtiment, mer, etc.) ;
- « Confort biomécanique » ;
- «  Confort physique » ;
- « Confort respiratoire » ;
- « Confort de l’environnement et du poste de travail »[22]. Bien au-delà de l'ergonomie du mobilier, il dépend de facteurs microclimatique impliquant la température, l'hygrométrie et les courants d'air ou flux de ventilation assistée. Les odeurs, les bruits ou mouvements distrayants, la disponibilité en lieux et espaces de rangement adaptés, la proximité de lieux de rencontre conviviale avec les collègues, des cloisonnements qui respectent l'intimité visuelle et téléphonique, ainsi que le besoin de concentration de chacun, sans isoler, la qualité de la lumière (naturelle si possible), les qualités esthétiques et écologiques de l'environnement de travail, les conditions de propreté, d'hygiène et sécurité sont autant d'éléments qui permettent d'apprécier l'environnement de travail[23].

## Inégalités face au confort
Elles sont plus ou moins importantes selon les domaines et contextes. Diverses études ont montré des différences marquées selon :
- le statut social[24] ;
- la richesse (revenu), bien que la dépense énergétique dépende peu du revenu[18] ;
- le statut religieux  ; certaines catégories de religieux font vœu de pauvreté, refusant le confort pour vivre comme les plus pauvres et parfois avec eux. D'autres y accordent moins d'importance ;
- la « naissance » et l'appartenance ethnique (notamment dans les contextes et périodes coloniales, esclavagistes et d'apartheid) ;
- le statut de travailleur : de la révolution industrielle à nos jours, les pays riches ont importé de grandes quantités de main-d'œuvre étrangère ou rurale. Le logement de ces travailleurs, notamment des étrangers et de leurs familles quand elles ont été acceptées (ex corons miniers et marchands de sommeil en France), a ainsi été souvent notoirement moins confortable que la moyenne des autres logements (à statut de métier et travail identique)[15], de même dans les pays émergents ou pauvres pour les personnes participant à l'exode rural logements des souvent réduits à des bidonvilles très sommaires dans les pays pauvres. Dans les grandes villes les travailleurs étrangers pauvres ne trouvaient souvent à se loger que dans un patrimoine immobilier sommaire ou vétuste, où les charges de chauffage sont plus élevées, avec peu de chances d'accéder à la propriété. En France, selon Claude Taffin[15] de l'INSEE, le confort des logements des travailleurs étrangers a beaucoup progressé dans les années 1980, mais avec dix ans de retard par rapport aux autres logements.

Ces inégalités peuvent être aggravées dans certains contextes (chocs pétroliers, guerres ou guerres civiles, etc.) et peuvent être plus ou moins fortement ressenties, le ressenti variant aussi avec les possibilités de comparer sa situation avec celle d'autrui. 
Pour ce qui concerne le logement, le domaine du « logement social » regroupe les efforts faits pour réduire ces inégalités.

## Liens entre aspects physiques et sociopsychiques du confort
Ces deux domaines sont plus ou moins intriqués. Ils le sont dans des proportions influencées par la perception individuelles et collective du confort, qui peut, selon les époques et les contextes donner plus ou moins d'importance à son aspect matériel, ou à ses aspects sociopsychologiques. 
De très nombreuses pratiques de la vie courante (modes vestimentaire, mobilier de maison ou de bureau, postes de travail, port et habillement ou langage du bébé, véhicules, ou encore choix de la meilleure position pour le sommeil (de l'oreiller de plume à l'oreiller de bois dur) ou pour l'accouchement ont des dimensions socioculturelles fortes, que la mode et le commerce utilisent et influencent.
Le surpeuplement d'un lieu, le manque d'accès à l'intimité comptent parmi les critères d'inconfort.

## La notion de confort dans le temps
Elle a évolué avec le temps :
Le confort de l'Antiquité et du Moyen Âge, souvent sommaire était a priori axé sur l'espace de vie. Le confort de l'Ancien Régime semble donner un poids croissant à l'ornementation des objets, des vêtements et des lieux. Entre les deux guerres, le confort cible l'amélioration fonctionnelle de l'économie des corvées ménagères, puis la notion de confort au travail émerge et s'étend à des usages dits immatériels (ex : ergonomie informatique). 
Après la première guerre mondiale puis lors de la Reconstruction de la deuxième guerre mondiale, il est recherché dans les développements des Arts ménagers. Le confort peut être assuré par plusieurs moyens dont la domotique et les robots (domaines en essor) mais aussi par des savoirs simples acquis au fil du temps et par l'évolution progressive des techniques que la science et l'ingénieur ont fait progresser (manipulation et gestion des flux et stocks d'eau, d'air, d'énergie), appareillages, conservation des aliments et de la santé par un meilleur contrôle des microbes, des bactéries, etc.).
Le confort conserve une dimension philosophique liée au sens donné à la vie, à l'autonomie et à l'accès au bonheur pour les humains.